# Episodi de I segreti della metropoli (sesta stagione)
La sesta stagione della serie televisiva I segreti della metropoli è stata trasmessa in anteprima negli Stati Uniti d'America dalla NBC tra l'11 ottobre 1955 e il 31 luglio 1956.
| nº | Titolo originale       | Titolo italiano | Prima TV USA     | Prima TV Italia |
| -- | ---------------------- | --------------- | ---------------- | --------------- |
| 1  | Gambling Syndicate     |                 | 11 ottobre 1955  |                 |
| 2  | Source of Information  |                 | 18 ottobre 1955  |                 |
| 3  | Illegal Aliens         |                 | 25 ottobre 1955  |                 |
| 4  | Juvenile Gangs         |                 | 1º novembre 1955 |                 |
| 5  | Sleeping Pills         |                 | 8 novembre 1955  |                 |
| 6  | Prison Riot            |                 | 15 novembre 1955 |                 |
| 7  | Mental Health          |                 | 22 novembre 1955 |                 |
| 8  | Columnist              |                 | 29 novembre 1955 |                 |
| 9  | Gang Leader            |                 | 6 dicembre 1955  |                 |
| 10 | Sunday Editor          |                 | 13 dicembre 1955 |                 |
| 11 | Handicapped Worker     |                 | 20 dicembre 1955 |                 |
| 12 | Probation              |                 | 27 dicembre 1955 |                 |
| 13 | Narcotics              |                 | 3 gennaio 1956   |                 |
| 14 | Reservoir Story        |                 | 10 gennaio 1956  |                 |
| 15 | Debt Consolidators     |                 | 17 gennaio 1956  |                 |
| 16 | Bulldog Reporter       |                 | 24 gennaio 1956  |                 |
| 17 | Hit and Run            |                 | 31 gennaio 1956  |                 |
| 18 | Press Photographer     |                 | 7 febbraio 1956  |                 |
| 19 | Hung Jury              |                 | 14 febbraio 1956 |                 |
| 20 | Skid Row               |                 | 21 febbraio 1956 |                 |
| 21 | Extradition            |                 | 28 febbraio 1956 |                 |
| 22 | School Scandal         |                 | 6 marzo 1956     |                 |
| 23 | Train Wreck            |                 | 13 marzo 1956    |                 |
| 24 | Trial Lawyer           |                 | 20 marzo 1956    |                 |
| 25 | Intern                 |                 | 27 marzo 1956    |                 |
| 26 | The Policeman          |                 | 3 aprile 1956    |                 |
| 27 | Beauty Contest         |                 | 10 aprile 1956   |                 |
| 28 | Arsonist               |                 | 17 aprile 1956   |                 |
| 29 | Waterfront             |                 | 24 aprile 1956   |                 |
| 30 | Country Editor         |                 | 1º maggio 1956   |                 |
| 31 | Adult Delinquents      |                 | 8 maggio 1956    |                 |
| 32 | Crime in the City Room |                 | 15 maggio 1956   |                 |
| 33 | Marine Story           |                 | 29 maggio 1956   |                 |
| 34 | The Vacation Story     |                 | 5 giugno 1956    |                 |
| 35 | Insane Criminal        |                 | 12 giugno 1956   |                 |
| 36 | Blackmail              |                 | 19 giugno 1956   |                 |
| 37 | Detective Agency       |                 | 26 giugno 1956   |                 |
| 38 | Smear Magazine         |                 | 3 luglio 1956    |                 |
| 39 | Fake S.O.S.            |                 | 31 luglio 1956   |                 |